# کیوان ریاضی‌مهر
کیوان ریاضی‌مهر (زاده ۲۴ تیر ۱۳۵۴) ورزشکار تیراندازی با کمان ریکرو اهل ایران است.

## مقام‌ها و نشان‌ها
او در مسابقات جهانی کره جنوبی به مقام بیست و سوم و در مسابقات جهانی چین مقام نوزدهم انفرادی و به همراه تیم ملی ایران مقام نهم تیمی را کسب کرد. در بازیهای آسیایی گوانگژو ۲۰۱۰ میلادی، در مرحله یک‌هشتم نهایی به حریف ژاپنی باخت و از رسیدن به جمع هشت نفر برتر بازیها بازماند.  در مسابقات قهرمانی آسیا و انتخابی المپیک لندن، با شکست حریفی از هنگ کنگ به مقام سوم و نشان برنز رسید. اما با توجه به قهرمانی میلاد وزیری سهمیه المپیک به او رسید.
وی دارنده پنج مدال نقره تیمی مسابقات آسیایی و دارنده مدال‌های برنز مسابقات تیمی آسیایی و تعداد زیادی مدال‌های طلا، نقره و برنز کشوری و نیز همچنین به دوش کشنده عنوان بهترین کماندار لیگ در سه دوره پیوسته‌است.
او در سال ۲۰۰۸ رکورد ثبت شده بخش ریکرو مردان را در دو جایگاه ایران و آسیا تغییر داد که میزان این تغییرات ۲۸ امتیاز بود لازم است ذکر شود رکورد قبلی نیز مربوط به خود وی بود.